# USS Boyle (DD-600)
USS Boyle (DD-600) là một tàu khu trục thuộc lớp Benson của Hải quân Hoa Kỳ đã phục vụ trong suốt Chiến tranh Thế giới thứ hai. Nó là chiếc tàu chiến đầu tiên của Hải quân Hoa Kỳ được đặt tên theo Thomas Boyle (1775-1825), một thuyền trưởng tàu lùng và sĩ quan hải quân trong cuộc Chiến tranh 1812.

## Thiết kế và chế tạo
Boyle được đặt lườn tại xưởng tàu Fore River Shipyard của hãng Bethlehem Steel Corporation ở Quincy, Massachusetts vào ngày 31 tháng 12 năm 1941. Nó được hạ thủy vào ngày 15 tháng 6 năm 1942; được đỡ đầu bởi bà Margaret A. Glascock, chắt của Boyle, và được cho nhập biên chế vào ngày 15 tháng 8 năm 1942 dưới quyền chỉ huy của Hạm trưởng, Thiếu tá Hải quân E. S. Karpe.

## Lịch sử hoạt động
Boyle gia nhập Hạm đội Đại Tây Dương, và khởi hành từ Norfolk, Virginia vào ngày 25 tháng 10 năm 1942 trong thành phần Lực lượng Đặc nhiệm 34 hướng sang Bắc Phi trong khuôn khổ Chiến dịch Torch. Nó tham gia cuộc đổ bộ lên Fedhala, Maroc từ ngày 8 đến ngày 11 tháng 11, cũng như các cuộc đụng độ lẻ tẻ với những tàu corvette thuộc phe Vichy Pháp ngoài khơi Casablanca vào ngày 10 tháng 11. Quay trở về Hoa Kỳ vào ngày 30 tháng 11, nó tuần tra dọc theo vùng bờ Đông Hoa Kỳ và vùng biển Caribe cho đến tháng 2 năm 1943.
Từ đó cho đến ngày 4 tháng 4 năm 1944, Boyle thực hiện sáu chuyến hộ tống vận tải đến Bắc Phi và ba chuyến đến Ireland. Vào ngày 7 tháng 2 năm 1943, nó phục vụ như tàu hộ tống cho đoàn tàu vận tải UGS-5 đi Bắc Phi. Hai ngày sau, chiếc Pan Royal mắc tai nạn va chạm khi bị cả Evita và George Davis húc phải; Pan Royal đắm 36°40′B 67°20′T / 36,667°B 67,333°T ở tọa độ với tám người thiệt mạng. 54 người sống sót đã được Boyle cứu vớt.
Sự đơn điệu của nhiệm vụ hộ tống vận tải bị phá vỡ khi Boyle tham gia Chiến dịch Husky, cuộc đổ bộ của Đồng Minh lên Sicily, nơi nó phục vụ như tàu chỉ đạo cho cuộc đổ bộ lên Scoglitti từ ngày 9 đến ngày 15 tháng 7 năm 1943. Sau khi vực vụ cùng một đội tìm-diệt tàu ngầm ngoài khơi New York vào tháng 4 năm 1944, nó quay trở lại khu vực Địa Trung Hải; tuần tra tại vịnh Naples, Ý trong tháng 5 và tháng 6 cũng như bắn phá Formia và Anzio từ ngày đến ngày 13 đến ngày 18 tháng 5. Từ ngày 15 tháng 8 đến ngày 1 tháng 9, nó tham gia Chiến dịch Dragoon, cuộc đổ bộ của Đồng Minh lên miền Nam nước Pháp. Nó quay trở về New York vào ngày 14 tháng 9.
Sau khi được bảo trì tại Boston, Massachusetts, Boyle quay trở lại khu vực Địa Trung Hải vào ngày 21 tháng 12, và tiếp tục ở lại đây làm nhiệm vụ hỗ trợ hỏa lực và hộ tống vận tải cho đến ngày 22 tháng 4 năm 1945. Quay trở về vùng bờ Đông vào ngày 1 tháng 5, nó lên đường đi sang Mặt trận Thái Bình Dương vào ngày 23 tháng 5, và đi đến San Diego, California vào ngày 12 tháng 6. Nó đi lại giữa San Diego và Trân Châu Cảng từ ngày 25 tháng 6 đến ngày 17 tháng 7 trước khi đi sang khu vực Tây Thái Bình Dương, đi đến Saipan vào ngày 5 tháng 8, tham gia bắn phá đảo Wake trên đường đi vào ngày 1 tháng 8. Chiếc tàu khu trục đi đến ngoài khơi Okinawa, Nhật Bản vào ngày 12 tháng 8, và tuần tra tại đây cho đến ngày 1 tháng 9, khi nó lên đường đi Tokyo. Chiếc tàu khu trục đến nơi vào ngày 11 tháng 9, rồi phục vụ tại vùng biển Nhật Bản, Okinawa và Trung Quốc cho đến khi rời Okinawa vào ngày 1 tháng 11 để quay trở về nhà.
Boyle về đến Charleston, South Carolina vào ngày 8 tháng 12 năm 1945, và tiếp tục ở lại đây cho đến khi được cho xuất biên chế và đưa về lực lượng dự bị vào ngày 29 tháng 3 năm 1946. Tên nó được cho rút khỏi danh sách Đăng bạ Hải quân vào ngày 1 tháng 6 năm 1971, và nó bị đánh chìm như một mục tiêu ngoài khơi Florida vào ngày 3 tháng 5 năm 1973.

## Phần thưởng
Boyle được tặng thưởng bốn Ngôi sao Chiến trận do thành tích phục vụ trong Thế Chiến II.